# BLUE (田原俊彦の曲)
『BLUE (feat.LUVandSOUL)』（ブルー・フィーチャリング・ラヴ・アンド・ソウル）は、2011年8月3日にリリースした田原俊彦の61作目のシングル。

## 制作
同年2月に、50歳を迎えた田原の『50th Birth Anniversary Year 記念シングル』として発売した第2弾シングルで、本作のプロデューサーである宮地大輔が、同年にほぼ新メンバーで再始動させた男性ヴォーカル・グループのLUVandSOULをコーラスに迎えた作品。

## 音楽性
表題曲は、LUVandSOULのアルバム『SOULandLUV』に収録されている楽曲「BLUES〜時間を巻き戻すメロディー〜」のアンサーソングで、詞の内容が連動している。
カップリング曲の「It's BAD (2011 New Recording)」は、1985年に発売されたシングルのセルフカバー。

## リリース
2011年8月3日に、Formula Recordingsからマキシシングルとして発売された。

## 収録曲
| 全編曲: 大野裕一。 |                                  |                      |                                 |       |
| #                  | タイトル                         | 作詞                 | 作曲                            | 時間  |
| 1.                 | 「BLUE」(feat.LUVandSOUL)        | Daisuke"DAIS"Miyachi | Daisuke"DAIS"Miyachi & 大野裕一 | 4:29  |
| 2.                 | 「It's BAD」(2011 New Recording) | 松本一起             | 久保田利伸                      | 3:45  |
| 3.                 | 「BLUE」(Instrumental)           |                      |                                 | 4:29  |
| 合計時間:          | 合計時間:                        | 合計時間:            | 合計時間:                       | 12:43 |